# Netykieta
Netykieta (ang. net, z ang. sieć i etiquette – etykieta) – zbiór zasad dotyczących dobrego zachowania w Internecie. Jej celem jest między innymi zachowanie zdrowej przestrzeni komunikacji użytkowników w Internecie.
Zasady netykiety wynikają wprost z ogólnych zasad przyzwoitości lub są odzwierciedleniem niemożliwych do ujęcia w standardy ograniczeń technicznych wynikających z natury danej usługi Internetu. Dlatego też, podobnie jak zwykłe zasady zachowania, netykieta nie jest skodyfikowana. Jednak jej naruszanie może się wiązać z negatywnymi konsekwencjami, na przykład nałożenie blokady na osobę naruszają netykietę.

## Zalecenia netykiety
Dla grup i list dyskusyjnych są to:
- zakaz pisania wulgaryzmów;
- zakaz spamowania (m.in. wysyłania niechcianych linków do stron);
- zakaz wysyłania łańcuszków internetowych;
- nakaz zapoznania się z wykazem FAQ przed zadaniem pytania;
- stosowanie się do reguł pisania obowiązujących w danej grupie, np. sposób kodowania polskich liter, zasad cytowania, możliwości wysyłania (lub nie) wiadomości formatowanych w HTML-u, możliwości dołączania (lub nie) plików binarnych, co zwykle jest szczegółowo opisane w FAQ danej grupy;
- zakaz nadmiernego cross-postowania, czyli wysyłania e-maili lub postów do kilku grup naraz;
- zakaz wysyłania listów (e-maili) do wielu osób naraz z jawnymi adresami poczty elektronicznej (stosuje się kopię ukrytą);
- zakaz pisania nie na temat (OT – off-topic);
- zakaz pisania kilka razy z rzędu (szczególnie restrykcyjnie używany na forach posiadających funkcję edycji postu);
- zakaz odpowiadania nad cytowanym fragmentem (top-posting);
- zakaz ciągłego pisania wiadomości wielkimi literami;
- zakaz nadużywania interpunkcji;
- zakaz prowokowania kłótni, czyli trollowania.

Dla usług interaktywnych (IRC, komunikatory, czaty, fora dyskusyjne na stronach WWW) są to:
- obowiązek korzystania z funkcji „Szukaj” na forach, przed założeniem nowego wątku (na omawiany już temat/problem);
- zakaz floodowania;
- nakaz zapoznania się z zasadami – FAQ danego kanału/forum/czatu i przestrzeganie zawartych tam zasad szczegółowych;
- zakaz nagabywania osób, które sobie tego nie życzą;
- zasady dotyczące znaków diakrytycznych – użytkownicy niektórych kanałów IRC nie życzą sobie używania polskich liter, natomiast na forach internetowych pisanie bez polskich znaków diakrytycznych bywa źle widziane; sprawy te regulowane są czasem przez lokalną netykietę lub FAQ, jak np. dla polskiej sieci IRC[3];
- dopuszczalne jest korzystanie z różnych języków na kanałach wielonarodowościowych;
- zakaz ciągłego pisania wielkimi literami;
- zakaz pisania naprzemiennie wielkich i małych liter (tzw. nowomowa internetowa, poke-pismo);
- w dyskusjach, zwłaszcza w Usenecie i na forach internetowych zwraca się po nicku lub imieniu, jeśli rozmówca wyraża na to zgodę. Nigdy samym nazwiskiem. Nie należy się obrażać, jeśli ktoś zwraca się do drugiego użytkownika „per ty”, a nie w formie grzecznościowej, i nie należy się obawiać używania takiej bezpośredniej formy;
- zakaz nadużywania znaków interpunkcyjnych oraz emotikon[4].

Dodatkowo dla korespondencji elektronicznej (e-mail):
- nakaz trzymania się wątku w korespondencji elektronicznej lub cytowanie e-maila (w przypadku braku takiej opcji w skrzynce);
- nakaz dopisywania wątku korespondencji pod spodem (głównie dot. e-mail);
- zalecenie, by sygnaturka nie miała więcej niż cztery linie (do jej długości nie wlicza się linii poświęconej na delimiter);
- przy wysyłce wiadomości do dużej, zwłaszcza nieznającej się grupy osób adresy odbiorców należy umieszczać w polu Ukryte do wiadomości;
- zastosowanie zasad języka;
- zalecenie, by załączniki o dużym rozmiarze przesyłać za pomocą serwisów chmurowych[5].

## Ograniczenia prawne w Polsce
Treść tej sekcji należy opracować w taki sposób, aby nie uwypuklała nadmiernie polskiej specyfiki / aby nie zawężała się tylko do polskich warunków
Dokładniejsze informacje o tym, co należy poprawić, być może znajdują się w dyskusji tej sekcji.
 Po wyeliminowaniu niedoskonałości należy usunąć szablon {{Dopracować}} z tej sekcji.
Nie należy publikować niezgodnych z prawem treści zdefiniowanych w ustawach:
- treści, które naruszają rażąco zasady współżycia społecznego;
- treści, za które określono sankcje w kodeksie karnym, a które stanowią:
  - udział w przestępstwie samobójstwa lub samookaleczenia (art. 151 Kodeksu karnego);
  - grożenie innym osobom popełnieniem przestępstwa na ich szkodę lub szkodę osoby im najbliższej (art. 190 Kodeksu karnego);
  - znieważanie lub zniesławianie (art. 212 i 216 Kodeksu karnego);
  - obrażanie uczuć religijnych (art. 191 Kodeksu karnego);
  - nawoływanie do popełnienia przestępstwa (art. 255 Kodeksu karnego);
  - propagowanie totalitarnego ustroju państwa lub nawoływanie do nienawiści na tle różnic narodowościowych, etnicznych, rasowych, wyznaniowych albo ze względu na bezwyznaniowość (art. 256 Kodeksu karnego);
  - znieważanie z powodu przynależności narodowej, etnicznej, rasowej, wyznaniowej albo z powodu bezwyznaniowości (art. 257 Kodeksu karnego);
- treści, które naruszają dobra osobiste (art. 23 i 24 Kodeksu cywilnego);
- treści, za które określono sankcje w innych ustawach, a które:
  - promują alkohol (art. 21 ust. 1 pkt 3, art. 131 i art. 45² Ustawy o wychowaniu w trzeźwości i przeciwdziałaniu alkoholizmowi);
  - przyczyniają się do łamania praw autorskich lub naruszają prawa autorskie lub pokrewne podmiotów trzecich (Ustawa o prawie autorskim i prawach pokrewnych);
  - promują środki odurzające, narkotyki (art. 20 i 68 Ustawy o przeciwdziałaniu narkomanii);
  - ujawniają bez czyjejś wyraźnej zgody dane osobowe (Ogólne rozporządzenie o ochronie danych);
  - zawierają słowa powszechnie uznane za nieprzyzwoite (art. 141 Kodeksu wykroczeń).